# Seven Sisters (Massachusetts)
Pour les articles homonymes, voir Seven Sisters.
Les Seven Sisters, qui culminent à 280 mètres d'altitude, sont une série de monticules rocheux de la chaîne Holyoke, un chaînon situé dans la vallée du Connecticut, au Massachusetts (États-Unis), et faisant partie de Metacomet Ridge. L'ensemble des sommets s'élève abruptement sur 240 mètres de haut, en moyenne, et offre des vues plongeantes sur les paysages alentour, tout juste masquées par les chênes qui coiffent les crêtes. Il est situé sur le territoire des villes de Hadley et South Hadley. Il se trouve entre le mont Holyoke à l'ouest et le mont Hitchcock à l'est. Il est traversé par le Metacomet-Monadnock Trail ; en raison du terrain accidenté, le dénivelé entre le premier et le dernier monticule approche 1 130 mètres. Chaque printemps, une course de 19 kilomètres de long appelée Seven Sisters Trail Race se déroule au travers de ce sommet. En réponse au projet de développement périurbain à la fin des années 1990, plusieurs associations (The Kestrel Trust, The Valley Land Fund, la section Berkshire de l'Appalachian Mountain Club, Friends of the Mount Holyoke Range) et autorités locales ont œuvré pour empêcher la construction et pour acquérir des parcelles autour des crêtes pour le compte du Skinner State Park.
Fortuitement, les Seven Sisters se situent à proximité de deux des établissements des Sept Sœurs, un regroupement d'universités féminines américaines.